# Princeton University Press
Princeton University Press és una editorial acadèmica independent, estretament lligada a la Universitat de Princeton.

## Història
Va ser fundada en 1905 per Whitney Darrow, amb el suport financer de Charles Scribner, inicialment com a impremta per servir a la comunitat de Princeton. El seu primer llibre va ser una nova edició de 1912 de Lectures on Moral Philosophy, de l'autor John Witherspoon.

## Premis Pulitzer
Sis llibres de la Princeton University Press han guanyat el Premi Pulitzer.
- Russia Leaves the War de George F. Kennan (1957)[2]
- Banks and Politics in America From the Revolution to the Civil War de Bray Hammond (1958)[3]
- Between War and Peace d'Herbert Feis (1961)[4]
- Washington, Village and Capital de Constance McLaughlin Green (1963)[5]
- The Greenback Era d'Irwin Unger (1965)[6]
- Machiavelli in Hell de Sebastian de Grazia (1989)[7]